# Mercedes-Benz C292
Mercedes-Benz C292 (eller Mercedes-Benz GLE-klass Coupé) är en CUV som den tyska biltillverkaren Mercedes-Benz introducerade på bilsalongen i Detroit i januari 2015.
Versioner:
| Modell            | Årsmodell | Motor                     | Cylindervolym | Effekt | Bränslesystem              |
| ----------------- | --------- | ------------------------- | ------------- | ------ | -------------------------- |
| GLE350 d Coupé    | 2015-19   | OM642: 6-cyl V-motor DOHC | 2987 cm³      | 258 hk | Common rail turbodiesel    |
| GLE400 Coupé      | 2015-19   | M276: 6-cyl V-motor DOHC  | 2996 cm³      | 333 hk | Direktinsprutning, turbo   |
| AMG GLE43 Coupé   | 2015-19   | M276: 6-cyl V-motor DOHC  | 2996 cm³      | 367 hk | Direktinsprutning, biturbo |
| GLE500 Coupé      | 2016-19   | M278: 8-cyl V-motor DOHC  | 4663 cm³      | 455 hk | Direktinsprutning, biturbo |
| AMG GLE63 Coupé   | 2016-19   | M157: 8-cyl V-motor DOHC  | 5461 cm³      | 557 hk | Direktinsprutning, biturbo |
| AMG GLE63 S Coupé | 2016-19   | M157: 8-cyl V-motor DOHC  | 5461 cm³      | 585 hk | Direktinsprutning, biturbo |